# پیتکین (لوئیزیانا)
پیتکین (به انگلیسی: Pitkin) شهری در ایالت لوئیزیانا کشور ایالات متحده آمریکا است که جمعیت آن در سرشماری سال ۲۰۱۰ میلادی، ۵۷۶ نفر بوده‌است.